# Edwurd Fudwupper Fibbed Big
Pour plus de détails, voir Fiche technique et Distribution.
Edwurd Fudwupper Fibbed Big est un court métrage d'animation américain réalisé par Berkeley Breathed et sorti en 2000. Il était diffusé en première partie du film Les Razmoket à Paris, le film.

## Fiche technique
- Titre original : Edwurd Fudwupper Fibbed Big
- Réalisation : Berkeley Breathed
- Scénario : Berkeley Breathed
- Photographie :
- Montage : Ray N. Mupas
- Musique : WIX
- Costumes :
- Décors :
- Animation : Jordan Pitchon et Jeremy Yates
- Producteur : George Johnson, Alison Savitch et Fonda Snyder
- Sociétés de production : Storyopolis et Threshold Entertainment
- Sociétés de distribution : Nickelodeon Movies et Paramount Pictures
- Pays d'origine :  États-Unis
- Langue originale : anglais
- Format : couleur
- Genre : Court métrage d'animation, comédie
- Durée : 7 minutes
- Dates de sortie :
  - États-Unis : 17 novembre 2000

## Distribution
- Haley Joel Osment : Edwurd Fudwupper
- Frances McDormand : Fannie adulte
- Emily Osment : Fannie jeune
- John Cleese : l'alien géant
- Jonathan Winters : le président
- Catherine O'Hara : Lorna Mae Loon
- Harry Shearer : le général
- Justin Brinsfield : Mabel Dill